# Mairenke
Die Mairenke (Alburnus chalcoides) ist ein Fisch aus der Familie der Karpfenfische (Cyprinidae). Sie wird zu den Weißfischen gezählt. Sie wurde als Chalcalburnus chalcoides beschrieben, das Taxon Chalcalburnus aber jüngst unter der Gattung Alburnus einklassiert.

## Merkmale
Die Mairenke erreicht eine Länge von 15 bis 25 Zentimetern und hat einen hochrückigen Körper mit grünlicher Oberseite. Flanken und Bauchseite sind silberfarben. Die Rücken- und Schwanzflosse ist leicht schwarz gefärbt, die anderen farblos. Entlang der Seitenlinie beträgt die Schuppenzahl 60 bis 67 Stück. Die Zahl der Flossenstrahlen beträgt in der Rückenflosse 9 bis 11, in der Afterflosse 17 bis 20, in der Brustflosse 16, in der Bauchflosse 10 bis 11 und in der Schwanzflosse 19. Eine Fettflosse ist nicht vorhanden, da der Fisch nicht zu den Renken gehört, wie man aufgrund des deutschen Namens annehmen könnte.

## Verbreitung
Es gibt anadrome Unterarten in den Zuflüssen des Kaspischen Meeres und dem nördlichen Schwarzen Meer. In der Donau kommen diese durch die Staustufen aber nur noch bis Rumänien vor.
Von der Unterart Seelaube,  bzw. Schiedling (Alburnus chalcoides mento bzw. Alburnus mento)  gibt es in den Alpen- und Voralpenseen Populationen, die nicht oder nur sehr kurz wandern. Im besonders für diesen und den Perlfisch erstellten Europaschutzgebiet Mondsee–Attersee (Natura 2000) etwa sind sie geschützt, im Traunsee konnten sie jüngst nicht mehr nachgewiesen werden. Südlich des Alpenhauptkammes findet man die Mairenke im Wörthersee, wo sie etwa Mitte April bis Anfang Mai in den Reifnitzbach (ebenfalls ein geschütztes Gewässer) zum Ablaichen wandert.

## Lebensweise
Die anadromen Mairenken leben im Brackwasser und ziehen ab Herbst bis in die Oberläufe der Flüsse, um im Frühjahr über sandigen oder kiesigen Stellen zu laichen. Die stationären Unterarten leben in Schwärmen im tiefen und kalten Wasser der Seen, um an sandigen Uferstellen im See selbst oder in den Zuflüssen zu laichen. Die Laichzeit fällt hier in den Zeitraum Mai bis Juni (Name!). Die Mairenken ernähren sich von Plankton und Mückenlarven.

## Bedeutung in der Fischerei
In Mitteleuropa sind die Mairenken als Speisefische nicht mehr geschätzt, da sie wie alle Weißfische viele Gräten haben. Die Fische in der Fischerei in Südosteuropa werden auch heute noch befischt, so wie früher auch in Mitteleuropa.

## Schutz
Die Mairenke wird von der Europäischen Union im Anhang II der FFH-Richtlinie geführt und gilt damit als Art von gemeinschaftlichem Interesse, für deren Erhaltung von den Mitgliedsstaaten besondere Schutzgebiete ausgewiesen werden müssen.